# ریچارد تیلر
ریچارد تِیلر (انگلیسی: Richard Thaler؛ زادهٔ ۱۲ سپتامبر ۱۹۴۵) استاد و پژوهشگر اقتصادی اهل ایالات متحده آمریکا است؛ و همچنین پروفسور و استاد علوم رفتاری و اقتصاد در مدرسه کسب‌وکار بوت دانشگاه شیکاگو است. وی برندهٔ جوایزی همچون جایزه نوبل علوم اقتصادی در سال ۲۰۱۷ شد.

## زندگی
ریچارد تیلر در اورنج شرقی، نیوجرسی متولد شد. مادر او، معلم بود، و پدرش، آلن در حساب ارزیابی مالی در نیوآرک، نیوجرسی بود. خانواده ریچارد یهودی است. او با دو برادر کوچکتر بزرگ شد.
او از آکادمی نیوآرک فارغ‌التحصیل شد. سپس از دانشگاه کیس وسترن رزرو در سال ۱۹۶۷ فارغ‌التحصیل شد و مدرک کارشناسی خود را در سال ۱۹۷۰ و دکترای خود را در سال ۱۹۷۴ از دانشگاه راچستر، دریافت کرد.
پس از اتمام تحصیلاتش، به عنوان استاد دانشگاه راچستر مشغول به کار شد. از سال ۱۹۷۸ تا ۱۹۹۵، او عضو هیئت علمی دانشکده جی.اس. جانسون در دانشگاه کرنل بود و سپس در مدرسه بازرگانی بوت دانشگاه شیکاگو در سال ۱۹۹۵ عضو هیئت علمی بود.
او همچنین از سال ۱۹۹۱ مدیر اجرایی دفتر مطالعات اقتصادی ملی است.

## جوایز
ریچارد تیلر برندهٔ جوایزی همچون جایزه یادبود نوبل علوم اقتصادی در اکتبر ۲۰۱۷ شده‌است. این جایزه به دلیل تلاش‌های وی در زمینه اقتصاد رفتاری است.
آکادمی علوم سلطنتی سوئد در مورد این انتخاب تصریح کرد که: «مشارکتهای او باعث ایجاد یک پل بین تحلیل‌های اقتصادی و روانشناختی تصمیم‌گیری فردی شده‌است. همچنین یافته‌های تجربی و دیدگاه‌های نظری او در ایجاد زمینه جدید و سریع در حال رشد اقتصاد رفتاری علت برگزیدن وی برای این جایزه است».
این آکادمی با دادن جایزه ۱٫۱ میلیون دلاری به تیلر گفت: «تحقیقات او بین اقتصاد و روان‌شناسی تصمیم‌گیری افراد پلی بنا کرده‌است. تحقیقات و یافته‌های او در توسعه سریع رشته علمی که به اقتصاد رفتاری معروف شده نقش تعیین‌کننده ای داشته و روی تحقیقات و سیاست گذاری‌های اقتصادی تأثیر مهمی داشته‌است».
تیلر پس از اعلام نام او به عنوان برنده نوبل اقتصاد گفت: «به نظرم مهم‌ترین جنبه از تأثیرات پژوهش من پذیرش این واقعیت است که انسان‌ها یکی از عوامل مهم در تعیین وضعیت اقتصادی هستند و الگوهای اقتصادی باید این عامل را در نظر بگیرند.»

## آثار
ریچارد تیلر کتابهای بسیار در زمینه اقتصاد رفتاری به قلم طبع درآورده که از آن جمله است:
- «اقتصاد شبه عقلانی»
- «نفرین پیروزها».
- کژرفتاری (کتاب)
- سقلمه